# Blatničkovití
Blatničkovití (Pelodytidae) je čeleď žab, která je rozšířena v západní a jihozápadní
Evropě a na Kavkaze.
Dorůstají max. 5 cm na délku. Jejich kůže je hladká. Nejčastěji jsou hnědé nebo zelené.
Mají poměrně dlouhé nohy.
Synonyma
- Pelodytina (Bonaparte, 1850)

## Taxonomie
podřád Mesobatrachia
- čeleď Pelodytidae – blatničkovití
  - rod Pelodytes – blatnička
    - druh Pelodytes caucasicus – blatnička kavkazská
    - druh Pelodytes ibericus
    - druh Pelodytes punctatus – blatnička západoevropská